# Dybowski
Dybowski – polski herb szlachecki, odmiana herbu Nałęcz.

## Opis herbu
W polu czerwonym wręby srebrne, nad którymi takaż chusta, ułożona w koło, związana u dołu, z opuszczonymi końcami.
Klejnot: Trzy pióra strusie.
Labry: Czerwone, podbite srebrem.

## Najwcześniejsze wzmianki
Nieznana geneza odmiany. Herb używany w orszańskiem i wołkowyskiem.

## Herbowni
Dybowski